# Мамаевцы
Мамаевцы (укр. Мамаївці) — село в Черновицком районе Черновицкой области Украины. Административный центр Мамаевской сельской общины.

## Географическое положение
Село расположено на левом берегу Прута. В районе села в Прут впадает два притока с одинаковым названием Совица. Один из них впадает в Прут на западной оконечности села, а второй — на восточной.
Через село проходит автомагистраль Черновцы—Тернополь и железная дорога (станция Мамаевцы).

## История
В 1946 г. Указом Президиума Верховного Совета УССР село Новые Мамаевцы было переименовано в Новоселье, а Старые Мамаевцы в Староселье.
В 1991 году села Новосёлка и Староселье объединились в село Мамаевцы.
В июле 1995 года Кабинет министров Украины утвердил решение о приватизации находившейся здесь ПМК № 6.
До 2020 года входило в Кицманский район
Население — 5818 человек.

## Известные жители и уроженцы
- Гнатюк, Дмитрий Михайлович (1925—2016) — оперный певец, народный артист СССР (1960).
- Кокоячук, Владимир Алексеевич (1921—1996) — художник-монументалист.
- Стасюк, Денис Иванович (1919 — после 1998) — Герой Социалистического Труда.